# Kotvrdovice
Kotvrdovice är en ort i Tjeckien.   Den ligger i regionen Södra Mähren, i den östra delen av landet, 190 km öster om huvudstaden Prag. Kotvrdovice ligger 535 meter över havet och antalet invånare är 841.
Terrängen runt Kotvrdovice är platt åt nordost, men åt sydväst är den kuperad. Runt Kotvrdovice är det ganska tätbefolkat, med 62 invånare per kvadratkilometer. Närmaste större samhälle är Vyškov, 17,7 km sydost om Kotvrdovice. Trakten runt Kotvrdovice består till största delen av jordbruksmark.